# ロナルド・ポニョン
ロナルド・ポニョン（Ronald Pognon、1982年11月16日 ‐ ）は、フランスの元陸上競技選手。専門は短距離走。100mの自己ベストは元フランス記録の9秒99、室内60mの自己ベストはフランス記録（元ヨーロッパ記録）の6秒45。ロンドンオリンピック男子4×100mリレーの銅メダリスト、2005年ヘルシンキ世界選手権男子4×100mリレーの金メダリストである。
カリブ海に浮かぶフランスの海外県マルティニーク出身のスプリンター。2005年に室内60mで6秒45のヨーロッパ記録（当時）を樹立すると、100mでは9秒99のフランス記録（当時）を樹立し、10秒の壁を突破した初のフランス人となった。個人種目では世界大会のメダルを獲得できなかったが、4×100mリレーでは2005年ヘルシンキ世界選手権で2走を務めて金メダル、2012年ロンドンオリンピックでアンカーを務めて銅メダルを獲得している。

## 経歴
2005年2月6日、フランダース国際（Indoor Flanders Meeting）の男子60mで6秒51のフランス新記録（当時）を樹立し、1998年にステファン・カリがマークした6秒53を塗り替えた。
2005年2月13日、カールスルーエ国際（Weltklasse in Karlsruhe）の男子60m予選で6秒51のフランスタイ記録（当時）をマークすると、決勝では6秒45のヨーロッパ新記録（当時）を樹立。1999年にイギリスのジェイソン・ガードナーがマークした6秒46を更新した。
2005年7月5日、ローザンヌ国際の男子100mで9秒99（+1.8）のフランス新記録（当時）を樹立。1990年にダニエル・サングーマがマークした10秒02を塗り替え、フランス人初の9秒台という快挙を達成した。
2005年8月、ヘルシンキ世界選手権に出場すると、男子100mは準決勝、男子200mは2次予選で敗退した。しかし、男子4×100mリレーは予選でフランスチームの2走（Oudéré Kankarafou、ポニョン、エディー・ド・レピーヌ、Lueyi Dovy）を務め、38秒34の今季世界最高記録をマークして決勝に進出すると、迎えた決勝でも2走（ラッジ・ドゥクレ、ポニョン、エディー・ド・レピーヌ、Lueyi Dovy）を務め、予選のタイムを更に縮める38秒08の今季世界最高記録をマークしての金メダル獲得に貢献した。この種目では世界選手権とオリンピックを通じ、フランス初の金メダル獲得となった。
2012年8月11日、ロンドンオリンピックの男子4×100mリレー決勝でフランスチームのアンカー（ジミー・ヴィコ、クリストフ・ルメートル、ピエール＝アレクシス・ペソノ、ポニョン）を務め、38秒16をマークしての4位（当時）に貢献した。大会から3年が経った2015年、銀メダルを獲得したアメリカチームのメダルが剥奪され、フランスの順位は3位に繰り上がり銅メダルを獲得した。
2015年7月、現役を引退した。

## 自己ベスト
記録欄の（　）内の数字は風速（m/s）で、+は追い風を意味する。
| 種目 | 記録          | 年月日        | 場所           | 備考                                               |
| 屋外 | 屋外          | 屋外          | 屋外           | 屋外                                               |
| ---- | ------------- | ------------- | -------------- | -------------------------------------------------- |
| 100m | 9秒99 (+1.8)  | 2005年7月5日  | ローザンヌ     | フランス歴代3位 (元フランス記録)                   |
| 200m | 20秒27 (+1.0) | 2005年8月28日 | リエーティ     |                                                    |
| 室内 |               |               |                |                                                    |
| 50m  | 5秒67+        | 2005年2月19日 | リエヴァン     | 60mの途中計時                                      |
| 60m  | 6秒45         | 2005年2月13日 | カールスルーエ | ヨーロッパ歴代2位（元ヨーロッパ記録） フランス記録 |

## 主要大会成績
備考欄の記録は当時のもの
| 年             | 大会                                 | 場所               | 種目     | 結果     | 記録          | 備考                                                  |
| フランス       | フランス                             | フランス           | フランス | フランス | フランス      | フランス                                              |
| -------------- | ------------------------------------ | ------------------ | -------- | -------- | ------------- | ----------------------------------------------------- |
| 2000           | 世界ジュニア選手権                   | サンティアゴ       | 200m     | 2次予選  | 21秒42 (-1.6) |                                                       |
| 2000           | 世界ジュニア選手権                   | サンティアゴ       | 4x100mR  | 2位      | 39秒33 (1走)  | ジュニアフランス記録                                  |
| マルティニーク |                                      |                    |          |          |               |                                                       |
| 2001           | カリフタゲームズ (U20) (en)          | ブリッジタウン     | 200m     | 優勝     | 21秒18 (-0.3) |                                                       |
| フランス       |                                      |                    |          |          |               |                                                       |
| 2001           | ヨーロッパジュニア選手権 (en)        | グロッセート       | 200m     | 優勝     | 20秒80 (+0.8) |                                                       |
| 2001           | ヨーロッパジュニア選手権 (en)        | グロッセート       | 4x100mR  | 2位      | 39秒76 (2走)  |                                                       |
| 2002           | ヨーロッパ選手権 (en)                | ミュンヘン         | 200m     | 準決勝   | 21秒04 (-0.5) |                                                       |
| 2002           | ヨーロッパ選手権 (en)                | ミュンヘン         | 4x100mR  | 4位      | 38秒97 (4走)  |                                                       |
| 2003           | 中央アメリカ・カリブ選手権 (en)      | セントジョージズ   | 100m     | 4位      | 10秒30 (+0.6) |                                                       |
| 2003           | ヨーロッパU23選手権 (en)             | ブィドゴシュチュ   | 100m     | 優勝     | 10秒19 (+1.2) | 大会タイ記録                                          |
| 2003           | 世界選手権                           | パリ               | 100m     | 準決勝   | 10秒25 (+0.6) |                                                       |
| 2003           | 世界選手権                           | パリ               | 4x100mR  | 準決勝   | 38秒79 (1走)  |                                                       |
| 2004           | 世界室内選手権                       | ブダペスト         | 60m      | 予選     | 6秒73         |                                                       |
| 2004           | オリンピック                         | アテネ             | 100m     | 準決勝   | 10秒32 (-1.6) |                                                       |
| 2004           | オリンピック                         | アテネ             | 4x100mR  | 予選     | 38秒93 (2走)  |                                                       |
| 2005           | ヨーロッパ室内選手権 (en)            | マドリード         | 60m      | 2位      | 6秒62         |                                                       |
| 2005           | 世界選手権                           | ヘルシンキ         | 100m     | 準決勝   | 10秒17 (-1.0) |                                                       |
| 2005           | 世界選手権                           | ヘルシンキ         | 200m     | 2次予選  | 21秒26 (-1.9) |                                                       |
| 2005           | 世界選手権                           | ヘルシンキ         | 4x100mR  | 優勝     | 38秒08 (2走)  | 予選と決勝で今季世界最高記録 フランス男子初の金メダル |
| 2005           | ワールドアスレチック ファイナル (en) | モナコ             | 100m     | 5位      | 10秒07 (-0.6) |                                                       |
| 2006           | 世界室内選手権                       | モスクワ           | 60m      | 6位      | 6秒61         |                                                       |
| 2006           | ヨーロッパ選手権                     | イェーテボリ       | 100m     | 4位      | 10秒16 (+1.3) | 3位と0秒02差                                          |
| 2006           | ヨーロッパ選手権                     | イェーテボリ       | 200m     | 予選     | DNS           |                                                       |
| 2006           | ヨーロッパ選手権                     | イェーテボリ       | 4x100mR  | 3位      | 39秒07 (2走)  |                                                       |
| 2006           | ワールドアスレチック ファイナル (en) | シュトゥットガルト | 100m     | 6位      | 10秒10 (+0.9) |                                                       |
| 2006           | ワールドカップ (en)                  | アテネ             | 100m     | 5位      | 10秒17 (+1.1) |                                                       |
| 2007           | ヨーロッパ室内選手権 (en)            | バーミンガム       | 60m      | 3位      | 6秒60         |                                                       |
| 2008           | オリンピック                         | 北京               | 100m     | 2次予選  | 10秒21 (-0.2) |                                                       |
| 2008           | ワールドアスレチック ファイナル (en) | シュトゥットガルト | 100m     | 7位      | 10秒27 (+0.4) |                                                       |
| 2009           | 世界選手権                           | ベルリン           | 100m     | 2次予選  | 10秒27 (-0.4) |                                                       |
| 2009           | 世界選手権                           | ベルリン           | 4x100mR  | 8位      | 39秒21 (1走)  |                                                       |
| 2009           | ワールドアスレチック ファイナル (en) | テッサロニキ       | 100m     | 7位      | 10秒30 (-0.2) |                                                       |
| 2010           | 世界室内選手権                       | ドーハ             | 60m      | 6位      | 6秒65         |                                                       |
| 2010           | ヨーロッパ選手権                     | バルセロナ         | 100m     | 準決勝   | 10秒43 (-0.1) |                                                       |
| 2012           | ヨーロッパ選手権                     | ヘルシンキ         | 4x100mR  | 3位      | 38秒46 (1走)  |                                                       |
| 2012           | オリンピック                         | ロンドン           | 4x100mR  | 3位      | 38秒16 (4走)  | 2015年に4位→3位へ順位繰り上がり                       |

### フランス選手権
優勝したフランス選手権 (en) とフランス室内選手権を記載
| 年   | 大会               | 場所         | 種目 | 記録          | 備考 |
| ---- | ------------------ | ------------ | ---- | ------------- | ---- |
| 2005 | フランス室内選手権 | リエヴァン   | 60m  | 6秒55         |      |
| 2005 | フランス選手権     | アンジェ     | 200m | 20秒34 (+0.4) |      |
| 2006 | フランス選手権     | トンブレンヌ | 100m | 10秒17 (-0.4) |      |
| 2007 | フランス室内選手権 | オビエール   | 60m  | 6秒62         |      |
| 2008 | フランス選手権     | アルビ       | 200m | 20秒45 (+3.3) |      |
| 2009 | フランス選手権     | アンジェ     | 100m | 10秒39 (-0.5) |      |